# 新潟市立葛塚東小学校
新潟市立葛塚東小学校（にいがたしりつ くずつかひがししょうがっこう）は、新潟県新潟市北区朝日町四丁目に所在する市立小学校。

## 概要
葛塚小学校の児童増加に伴い、1976年（昭和51年）に分離開校。

## 沿革
- 1976年4月1日 - 葛塚小学校から分離し創立[1]。
- 1978年3月6日 - 屋内体育館・給食棟を竣工[1]。
- 1978年7月27日 - プール完成[1]。葛塚小学校プールを借りての授業を解消。
- 1988年3月19日 - プレハブ校舎解消するための増築校舎を竣工[1]。
- 2005年3月21日 - 新潟市へ編入合併に伴い新潟市立葛塚東小学校と改称[1]。
- 2005年4月1日 - 2学期制開始[1]。
- 2018年4月1日 - 太田小学校を統合[2]。

## 通学区域
#外部リンクを参照。

### 進学先中学校
- 新潟市立葛塚中学校

## 交通
- JR東日本白新線豊栄駅徒歩15分